# Caja del Agua
La Caja del Agua es una estructura ubicada en la Calzada de Guadalupe de la ciudad San Luis Potosí, San Luis Potosí, México. En 2010 fue declarado Patrimonio de la Humanidad por la Unesco y es considerado uno de los símbolos más representativos de la ciudad. La estructura es catalogada como monumento histórico por el Instituto Nacional de Antropología e Historia (INAH) para su preservación.

## Historia
Sus orígenes remontan a 1825 cuando el primer gobernador de San Luis Potosí Ildefonso Díaz de León le encargó al arquitecto Luis Zapari una gran obra hidráulica. Se planteó la creación de una reserva para el agua proveniente de la sierra de San Miguelito que llegaba a la ciudad mediante la cañada del Lobo que luego se pudiera distribuir a la ciudad. Fue la principal fuente de abastecimiento y suministro de agua en el centro histórico por un siglo. La caja del agua fue inaugurada en 1835. Por muchos años se le atribuye su construcción al arquitecto Francisco Eduardo Tresguerras pero en realidad fue construida por Juan N. Sanabria y diseñado por José Guerrero Solachi. Es una estructura circular de cantera rosa al estilo neoclásico. Está posicionada entre cuatro maceteros decorativos con azulejos y son rematados con una forma piramidal con piñas de piedra.
El parque llegó a tener una pequeña zona recreativa con columpios donde jugaban los niños de las zonas aledaños como el barrio de San Miguelito, el Barrio de San Sebastián y la parte sur del centro histórico. No es la única caja de agua ya que se construyeron otras dos pero siempre fue la más importante y distintiva. Las otras se ubican frente a la Basílica de Guadalupe y la XII Zona Militar. Se dice que el agua que retenía la Caja de Agua llegaba hasta una torre frente a la Cineteca Alameda en la Alameda Juan Sarabia. La agua que corría toda la cañada del Lobo viajaba una distancia de 5125 m. 
No se ha usado desde 1935, año que fue declarado monumento histórico aunque aún guarda agua cuando hay lluvias. Una réplica del monumento fue donado por el ayuntamiento a la colonia San Ángel de la Ciudad de México en 1970. Otra réplica fue regalada en 2012 a la ciudad de Pico Rivera, California para celebrar 45 años de hermanamiento de la ciudad.
A partir de 2017 se inició la rehabilitación del parque ya que no había sido renovada en muchos años. El gobierno municipal tomó la iniciativa como parte de una remodelación de la Calzada de Guadalupe y otros monumentos como el Jardín Colón, la cual se encuentra muy cerca de la Caja del Agua.

## Escultura «El Aguador»

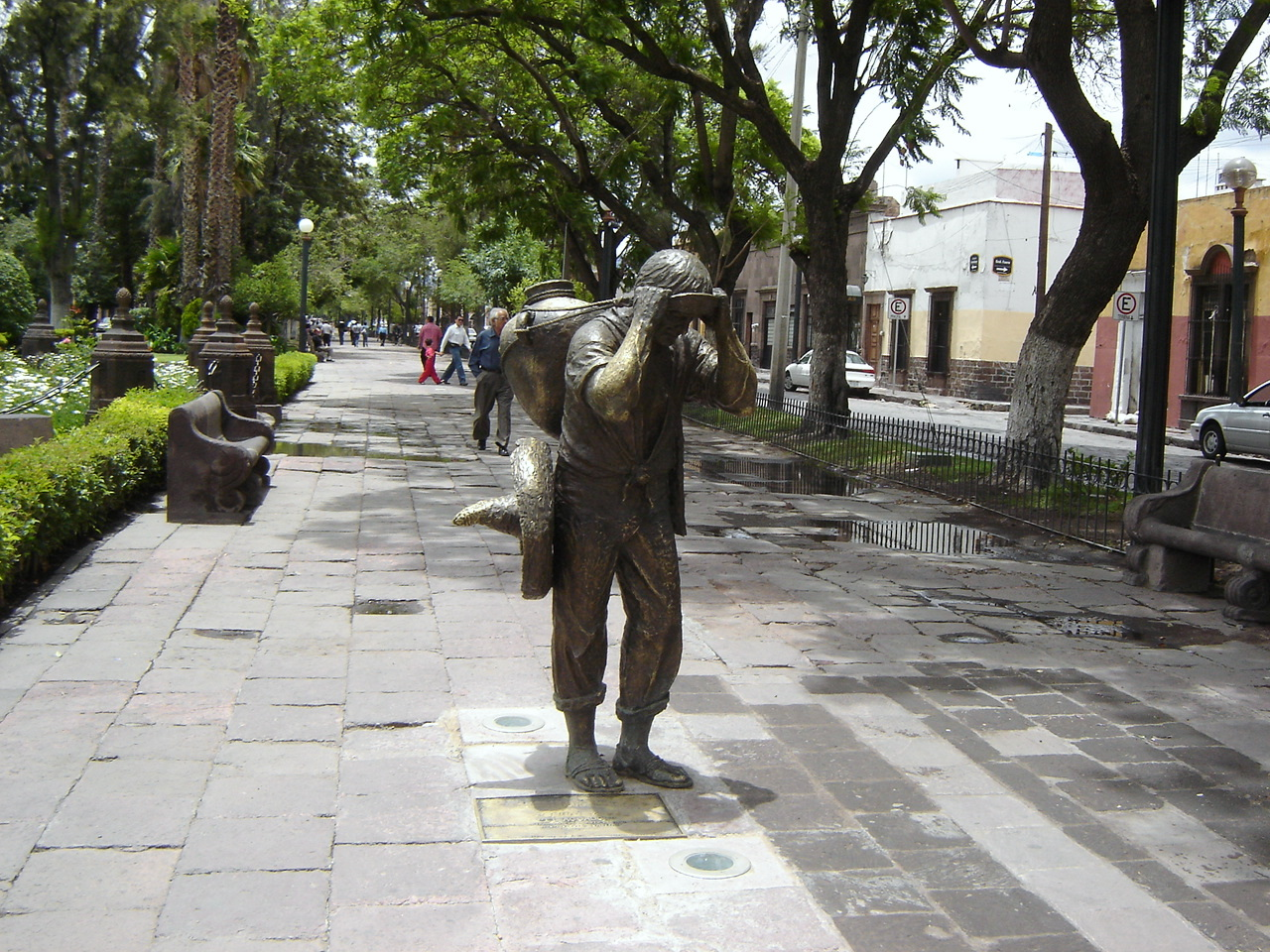
Escultura «El Aguador».

Desde 2009 frente a la Caja del Agua se encuentra la escultura «El Aguador» del escultor Mario Cuevas. Un aguador es un oficio que ya no tiene mucha relevancia hoy en día pero que antes era muy común en toda Hispanoamérica. En el siglo xix un aguador se encargaba de abastecer agua que se obtenía de la Caja del Agua. El agua era comprada por las familias de la zona aledaña que no tenían agua en sus hogares. A los aguadores se les ponía el apodo de «tortugos» porque cargaban grandes vasijas de barro. Durante las fiestas religiosas también se contrataban para cargar imágenes de los santos. Generalmente los aguadores eran personas humildes que se esforzaban mucho para llevar sustento a sus familias. Las leyendas dicen que gastaban lo que ganaban en las pulquerías.